# Ulf Stolterfoht

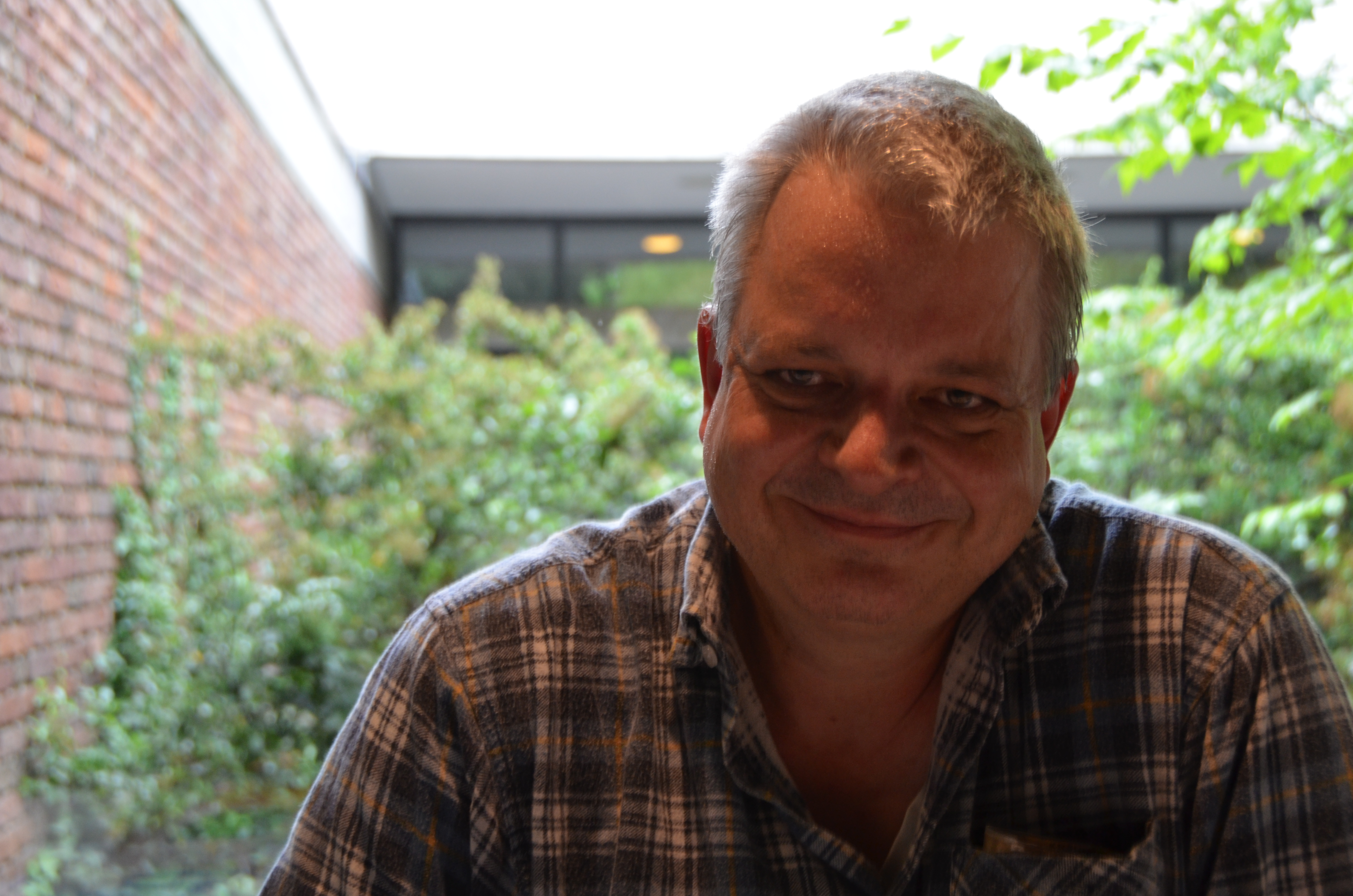
Ulf Stolterfoht, 2015

Ulf Stolterfoht (* 8. Juni 1963 in Stuttgart) ist ein deutscher Schriftsteller.

## Leben
Nach dem Zivildienst studierte Ulf Stolterfoht Germanistik und Allgemeine Sprachwissenschaft in Bochum und Tübingen. Stolterfoht verfasst sprachkritische Lyrik und Essays, die in zahlreichen Anthologien (u. a. Der Große Conrady) und Literaturzeitschriften veröffentlicht wurden. Er debütierte 1998 mit dem Gedichtband fachsprachen I–IX beim Verlag Urs Engeler Editor.
Im Jahr 2005 erschien Stolterfohts Übertragung von Gertrude Steins Winning His Way. Von 2008 bis 2009 sowie im Sommersemester 2013 war er Gastprofessor am Deutschen Literaturinstitut Leipzig. Seit 2014 ist er Mitglied der Deutschen Akademie für Sprache und Dichtung in Darmstadt. Zudem ist er Mitglied im PEN-Zentrum Deutschland.
2015 gründete Ulf Stolterfoht den Verlag Brüterich Press, in dem er Bücher von Autoren, deren Texten er sich verbunden fühlt, unter dem Motto „Schwierige Bücher zu einem sehr hohen Preis“ veröffentlichte.
Ultf Stolterfoht ist Bruder der Linguistin und Hochschullehrerin Britta Stolterfoht. Er lebt in Berlin.

## Stil
Stolterfohts Lyrik arbeitet mit Fragmenten aus verschiedenen Wissensbereichen und Sprachschichten des Deutschen. Er begibt sich in fremde Textwelten und nimmt deren sprachliches Material, Figuren, Melodien und Stimmungen in seine Arbeiten auf. Er verwendet als Techniken unter anderem Montage, Kompilation und Persiflage. Seine Lyrik zeichnet sich durch Kunstfertigkeit und technische Beherrschung aus. Sie bietet „sperrige, doch vergnügliche Kost, melodisch leicht dargeboten, von großer rhythmischer Schönheit“.

## Ehrungen und Auszeichnungen
- 2025 Ernst-Jandl-Preis[8]
- 2022 Lyrikpreis der Südpfalz[9]
- 2016 Preis der Literaturhäuser
- 2015 London-Stipendium des Deutschen Literaturfonds
- 2011 Heimrad-Bäcker-Preis
- 2009 Erlanger Literaturpreis für Poesie als Übersetzung gemeinsam mit Barbara Köhler
- 2008 Peter-Huchel-Preis
- 2007 Stipendium der Villa Massimo
- 2006 Alfred Gruber-Preis beim Lyrikpreis Meran
- 2005 Anna-Seghers-Preis
- 2004 Heimrad Bäcker-Förderpreis
- 2003 Ernst Meister-Förderpreis
- 2001 Christine Lavant Preis
- 2000 Förderpreis für Literatur des Kulturkreises der deutschen Wirtschaft

## Veröffentlichungen
Einzeltitel
- fachsprachen I–IX. Gedichte. 128 Seiten, gebunden mit Schutzumschlag. Urs Engeler Editor, Basel, Weil am Rhein und Wien 2005. [Gebundene, leicht verbesserte Neuausgabe des Erstdrucks von 1998]
- fachsprachen X–XVIII. Gedichte. 128 Seiten, gebunden mit Schutzumschlag. Urs Engeler Editor, Basel/Weil am Rhein 2008. [Gebundene, leicht verbesserte Neuausgabe des Erstdrucks von 2002]
- fachsprachen XIX–XXVII. Gedichte. 128 Seiten, gebunden mit Schutzumschlag. Urs Engeler Editor, Wien und Basel/Weil am Rhein 2005.
- traktat vom widergang. Gedichte. Mit einem Abspann von Ulf Stolterfoht und einer Biographischen Notiz. 48 Seiten, Broschur. Verlag Peter Engstler, Ostheim/Rhön 2005.
- holzrauch über heslach. Gedicht. 128 Seiten, gebunden mit Schutzumschlag. Urs Engeler Editor, Basel/Weil am Rhein 2007.
- fachsprachen XXVIII–XXXVI. Gedichte. 128 Seiten, gebunden mit Schutzumschlag. Urs Engeler Editor, Basel/Weil am Rhein 2009.
- das nomentano-manifest. Gedichte. Mit einer Nachbemerkung von Ulf Stolterfoht und einer Bibliographischen Notiz. 56 Seiten, Broschur. Verlag Peter Engstler, Ostheim/Rhön 2009.
- „frauen-liebe und leben“, in: Chamisso/Scho/Stolterfoht, Frauen-Liebe und Leben. 46 Seiten, Broschur. hochroth Verlag, Perleberg und Berlin 2010, S. 31–46. [Enthält auch: Adelbert von Chamisso, „Frauen-Liebe und Leben. Ein Lieder-Cyklus“ (1830), S. 1–16, und Sabine Scho, „Es gibt sie noch, die guten Gefühle. Werbung für eine romantische Passion“, S. 17–30]
- Ammengespräche. Herausgegeben von Urs Engeler. 82 Seiten, Broschur. roughbooks, Berlin und Holderbank (Solothurn) 2010.
- handapparat heslach. Quellen, Dokumente und Materialien. Herausgegeben von Florian Höllerer. 96 Seiten, Broschur. roughbooks, Berlin, Rettenegg, Stuttgart und Solothurn 2011.
- Das deutsche Dichterabzeichen. [Ein fiktives Feature.] 56 Seiten, Broschur. Reinecke & Voß, Leipzig 2012. [Der Text beruht auf dem gleichnamigen Hörspiel, dessen Ursendung am 21. April 2009 im SWR stattfand.]
- wider die wiesel. Gedichte. Mit einem Nachwort von Ulf Stolterfoht und einer Bibliographischen Notiz. 52 Seiten, Broschur. Verlag Peter Engstler, Ostheim/Rhön 2013, ISBN 978-3-941126-36-7.
- Die 1000 Tage des Brueterich, roughbooks, Solothurn 2013; Schupfart 2020 (2. Auflage, ISBN 978-3-906050-66-9).
- neu-jerusalem. Gedicht. Kookbooks Verlag, Berlin 2015, ISBN 978-3-937445-60-1
- Wurlitzer Jukebox Lyric FL – über Musik, Euphorie und schwierige Gedichte. Lyrik Kabinett (Münchner Reden zur Poesie), München 2015. ISBN 978-3-938776-40-7.
- Nine Drugs. Übersetzung von Lisa Jeschke. Face Press, UK (2016)
- fachsprachen XXXVII–XLV. Gedichte. Kookbooks Verlag, Berlin 2018, ISBN 978-3-937445-93-9.
- Methodenmann vs. Grubenzwang und mündelsichere Rübsal. Universitätsverlag Winter, Heidelberg 2019. ISBN 978-3-8253-4624-9

Herausgabe (Auswahl)
- cowboy-lyrik. roughbooks (2009)
- Jahrbuch der Lyrik 2008, mit Christoph Buchwald (2008)
- Zwischen den Zeilen. Zeitschrift für Gedichte und ihre Poetik, Heft 21 (2003)

Übersetzungen
- J. H. Prynne, Poems / Gedichte (zusammen mit Hans Thill). Verlag Das Wunderhorn (2007)
- Gertrude Stein, Winning His Way / wie man seine art gewinnt. Urs Engeler Editor (2005)

Originalhörspiele
- ein strumpf wächst durch den tisch zusammen mit Thomas Weber. SWR 2019
- Rückkehr von Krähe zusammen mit Thomas Weber. SWR 2021
- Der bezaubernde Herr Krähe in: Flügel zu vermieten zusammen mit Thomas Weber. SWR 2022
- Krähe privat zusammen mit Thomas Weber. SWR 2022.